# Rode-le-Duc
Rode-le-Duc, parfois abrégé en Rolduc (en allemand : Herzogenrath ; en néerlandais : 's-Hertogenrade ; en dialecte local: Herzeroa) est une ville de Rhénanie-du-Nord-Westphalie (Allemagne), située dans la Région urbaine d'Aix-la-Chapelle, dans le district de Cologne.

## Géographie
Rolduc est contiguë à la frontière avec les Pays-Bas, qui la sépare de sa ville-jumelle, Kerkrade. Avant 1991, la rue Neuve (Neustraße, Nieuwstraat), frontalière, était coupée en son milieu par un muret de 30 cm destiné à obliger les voitures à passer par les postes-frontières ; ce muret a été supprimé à la suite des accords de Schengen. Aujourd'hui les deux communes forme une union Eurode.

## Galerie

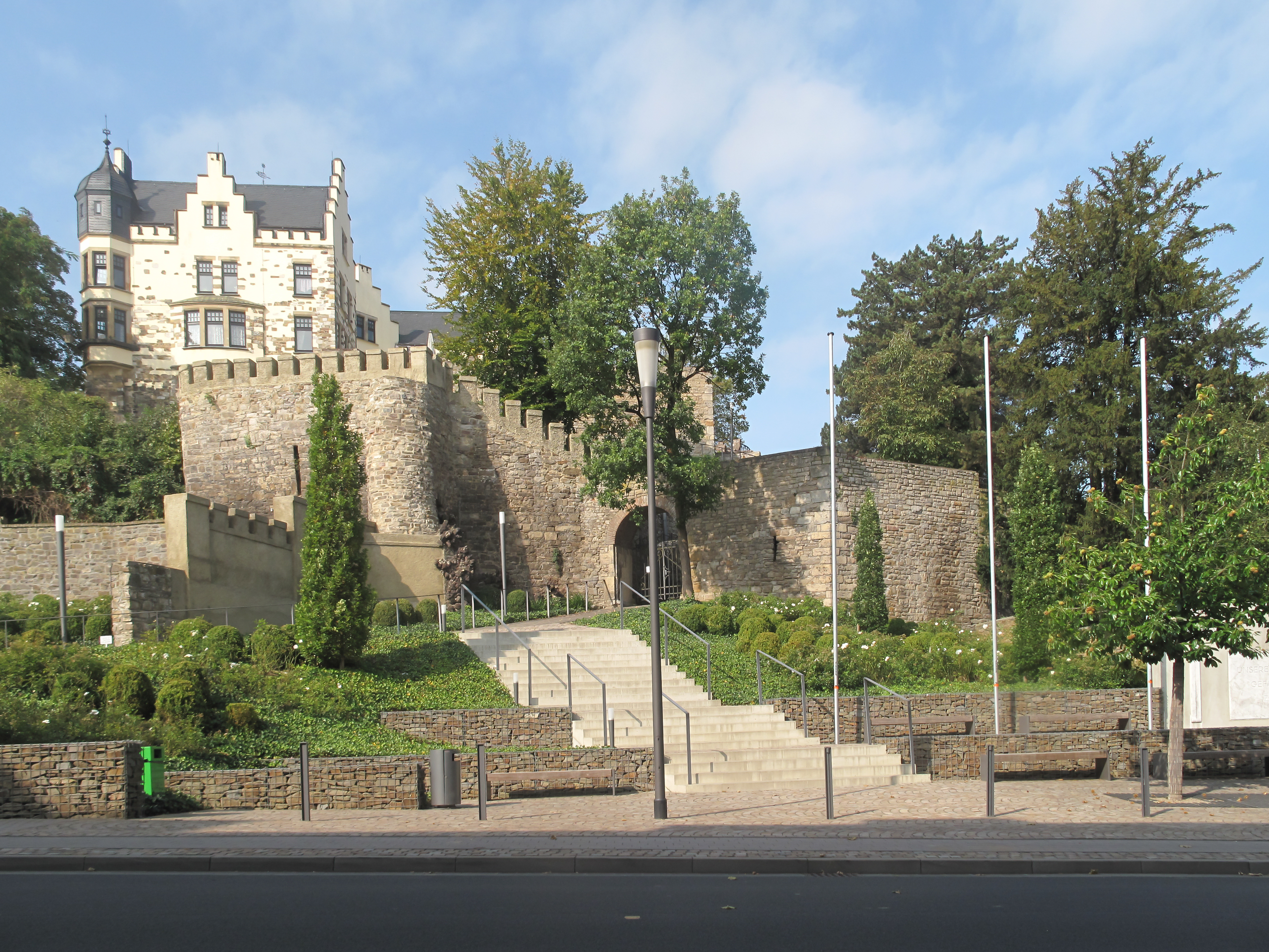
Schloss : Château-fort de Rode.
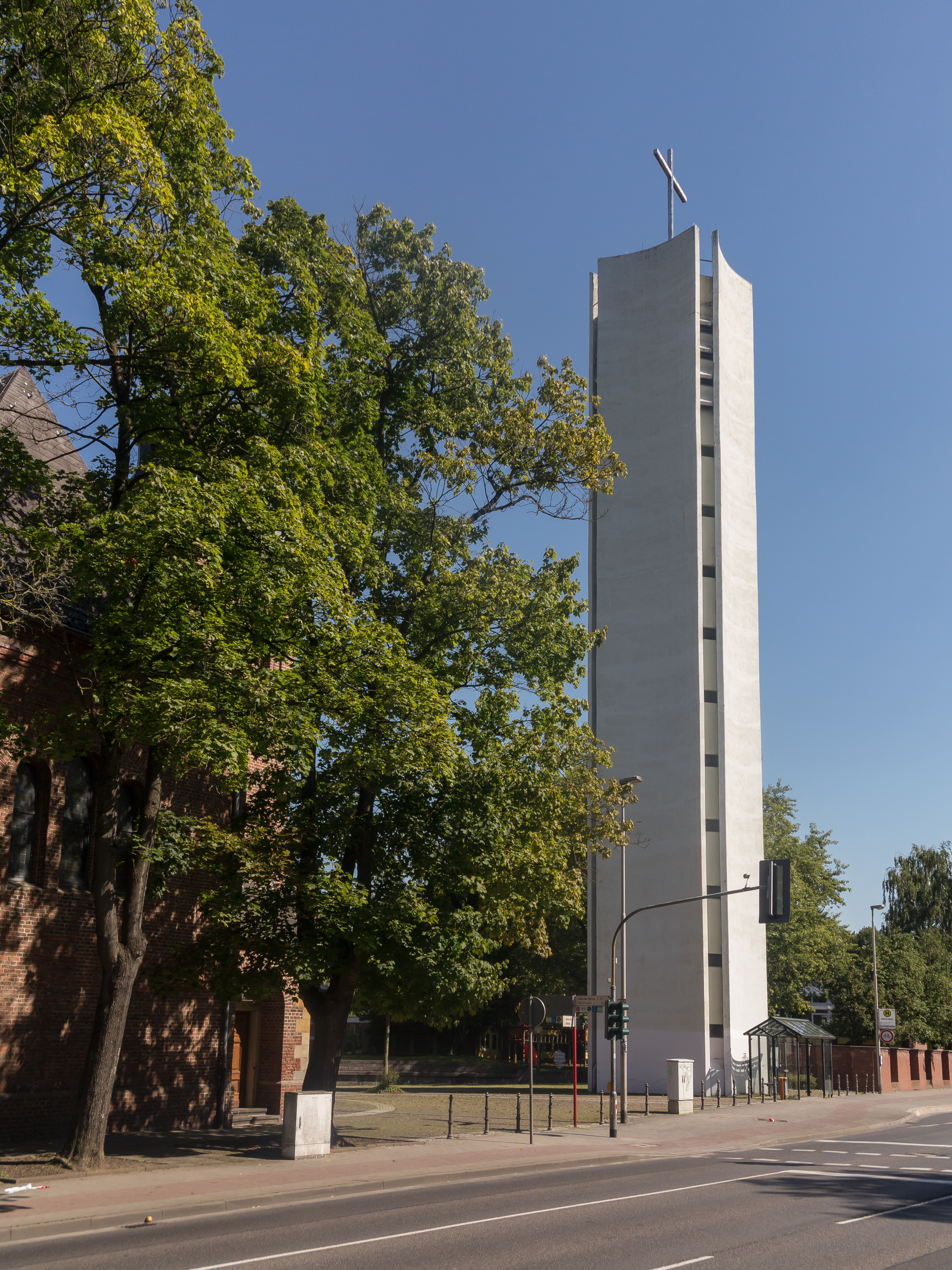
Clocher de l'église (die Sankt Gertrudis Kirche).
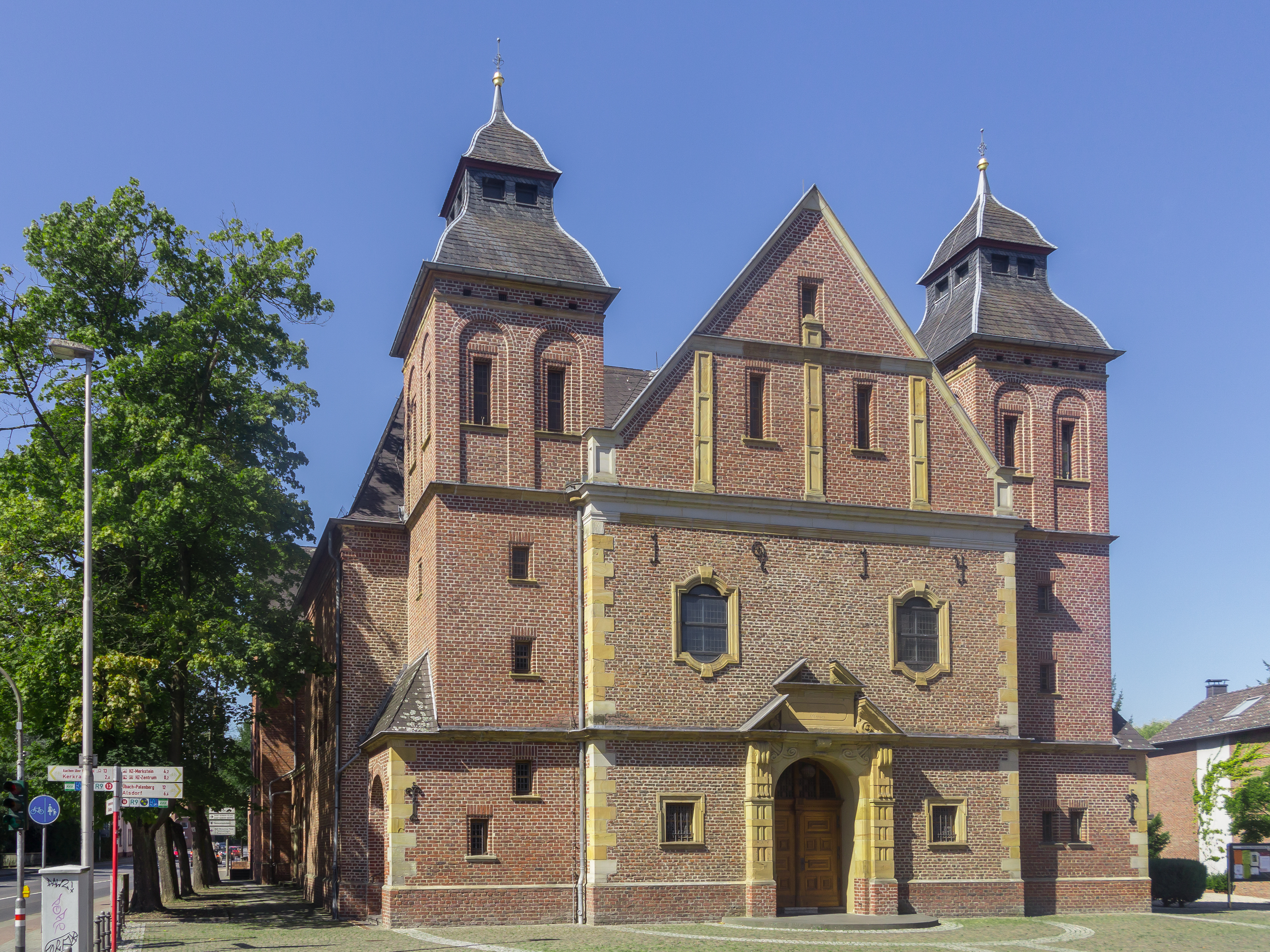
Église catholique (Pfarrkirche Sankt Gertrudis).
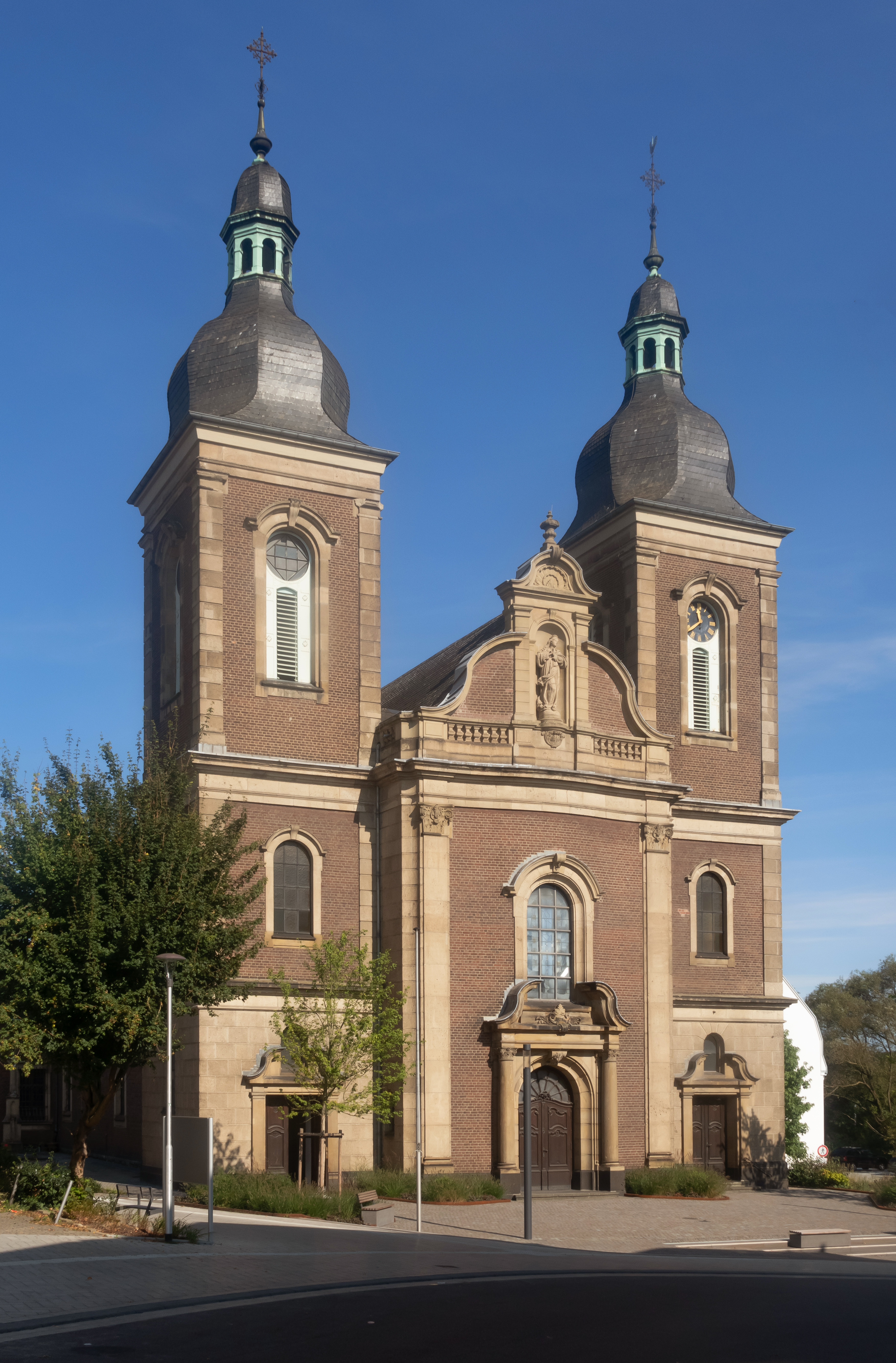
Église : Pfarrkirche Sankt Maria Himmelfahrt.
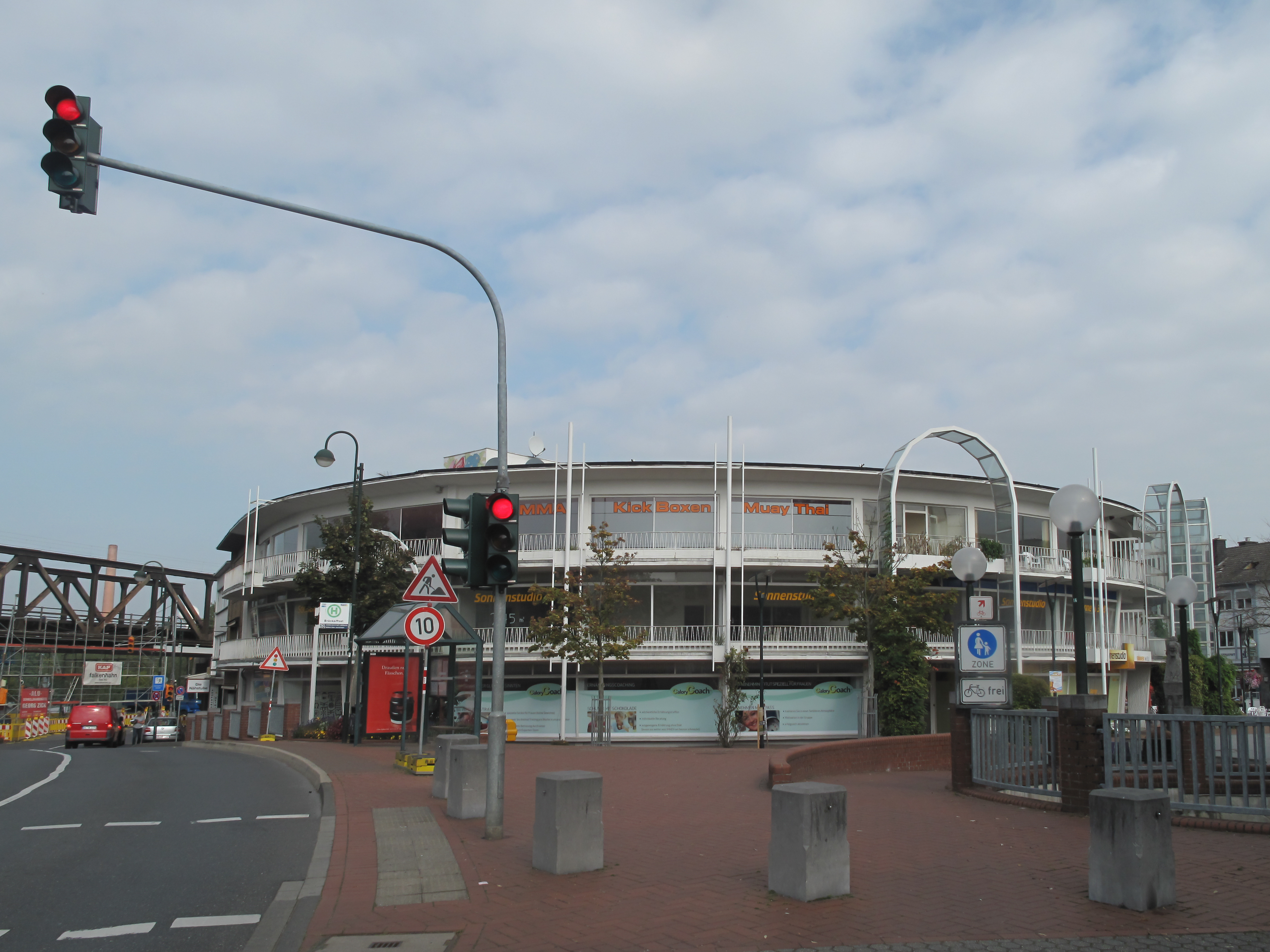
Centre commercial.
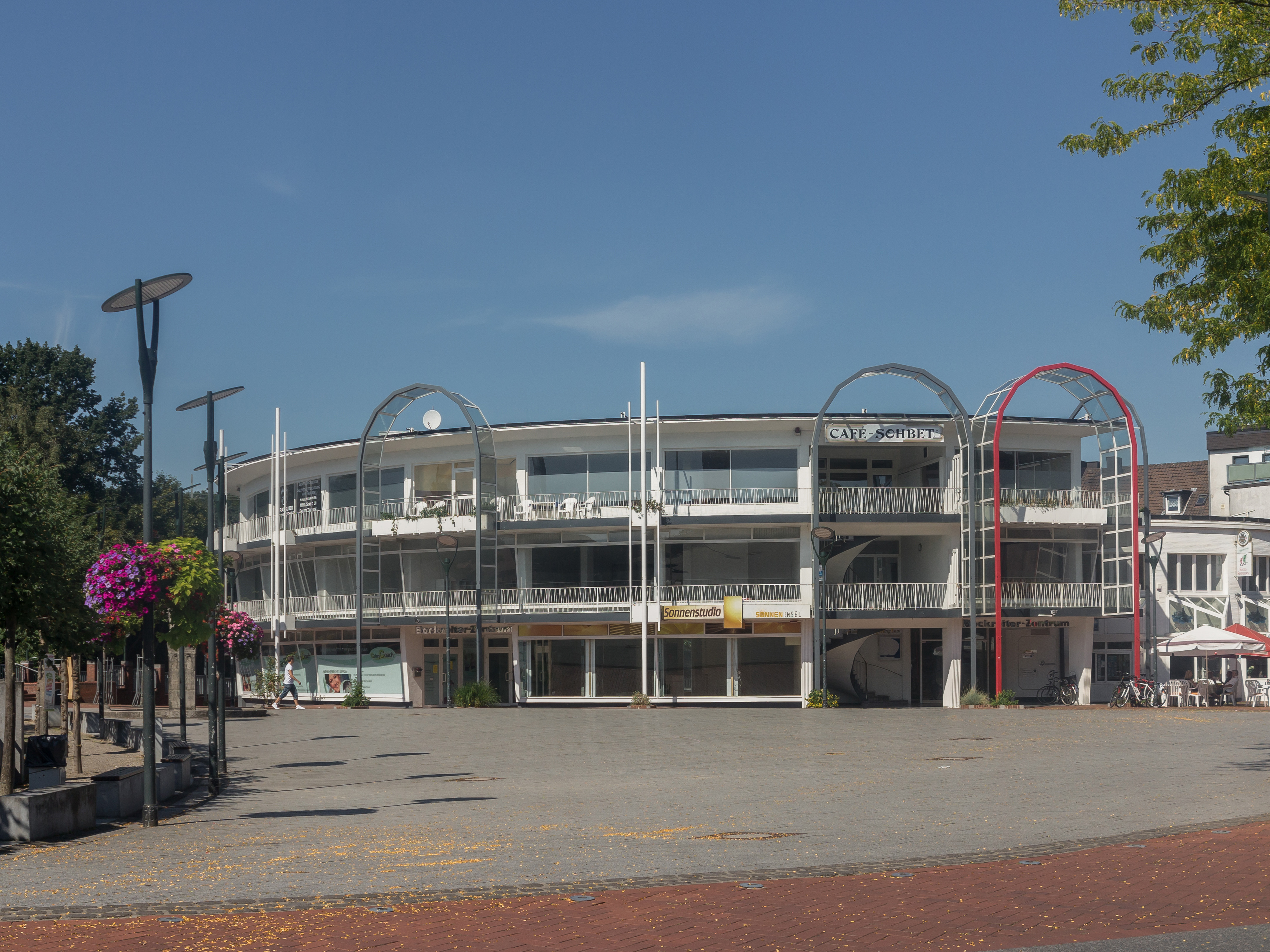
Vue dans la rue (der Ferdinand Schmetz Platz).

## Personnalités liées à la ville
- Hubert Barwahser (1906-1985), flûtiste et pédagogue allemand, est né à Herzogenrath.
- Helmut Schwartz (1937-2007), homme politique né à Merkstein, ancienne commune fusionnée avec Rode-le-Duc.
- Carl Meulenbergh (1943-), homme politique né à Merkstein, membre du conseil municipal de Rode-le-Duc de 1972 à 1990.
- Jürgen Zieger (1955-), homme politique né à Rode-le-Duc.
- Gerard Kever (1956-), peintre né à Kohlscheid, ancienne commune fusionnée avec Rode-le-Duc.
- Dirk Maassen (1970-), pianiste né à Rode-le-Duc.

## Jumelages
- Plérin (France)
- Bistriţa (Roumanie) depuis 2005
- Kerkrade (Pays-Bas)